# Oberon (dikt)

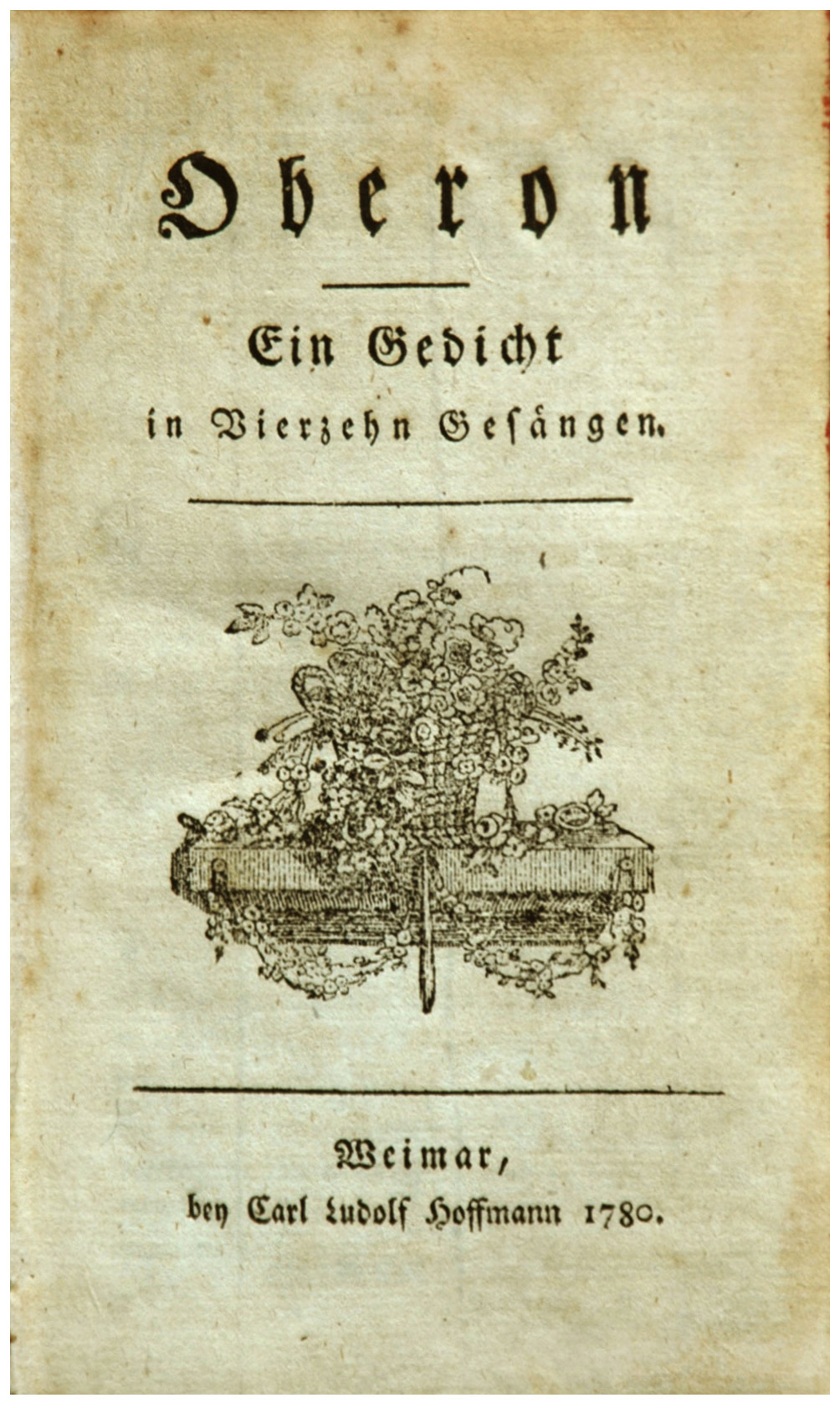
Förstaupplagans titelblad

Oberon är en episk dikt från 1780 av den tyske författaren Christoph Martin Wieland. Handlingen har tre sammanknutna huvudspår: en tvist mellan älvkungen Oberon och hans fru Titania, ett otrohetsdrama och en frankisk riddares kärleksäventyr i österlandet. Stoffet är hämtat från En midsommarnattsdröm av William Shakespeare, "Köpmannens sägen" av Geoffrey Chaucer respektive hjältedikten Huon de Bordeaux från 1200-talet. Texten är skriven på ottave rime och är präglad av ironisk distans som parodierar medeltidens riddarepos. Oberon gavs ut 1780 och Wieland reviderade den flera gånger innan den slutgiltiga versionen gavs ut 1796. Den gavs ut på svenska 1816 i översättning av Jonas Magnus Stiernstolpe.
Dikten fick omedelbart ett positivt mottagande. Johann Wolfgang von Goethe skrev 1780: "Så länge poesi förblir poesi, guld förblir guld och kristall förblir kristall kommer Oberon att älskas och beundras som ett mästerstycke poetisk konst." Den var mycket inflytelserik på sin tid och påverkade bland annat Faust II av Goethe, Don Carlos av Friedrich Schiller och Trollflöjten av Wolfgang Amadeus Mozart. Den är förlaga till ett sångspel av Paul Wranitzky från 1789 och Carl Maria von Webers opera Oberon från 1826.